# Cattleya dowiana
Cattleya dowiana är en orkidéart som beskrevs av James Bateman och Heinrich Gustav Reichenbach. Cattleya dowiana ingår i släktet Cattleya och familjen orkidéer.

## Underarter
Arten delas in i följande underarter:
- C. d. aurea
- C. d. dowiana

## Bildgalleri

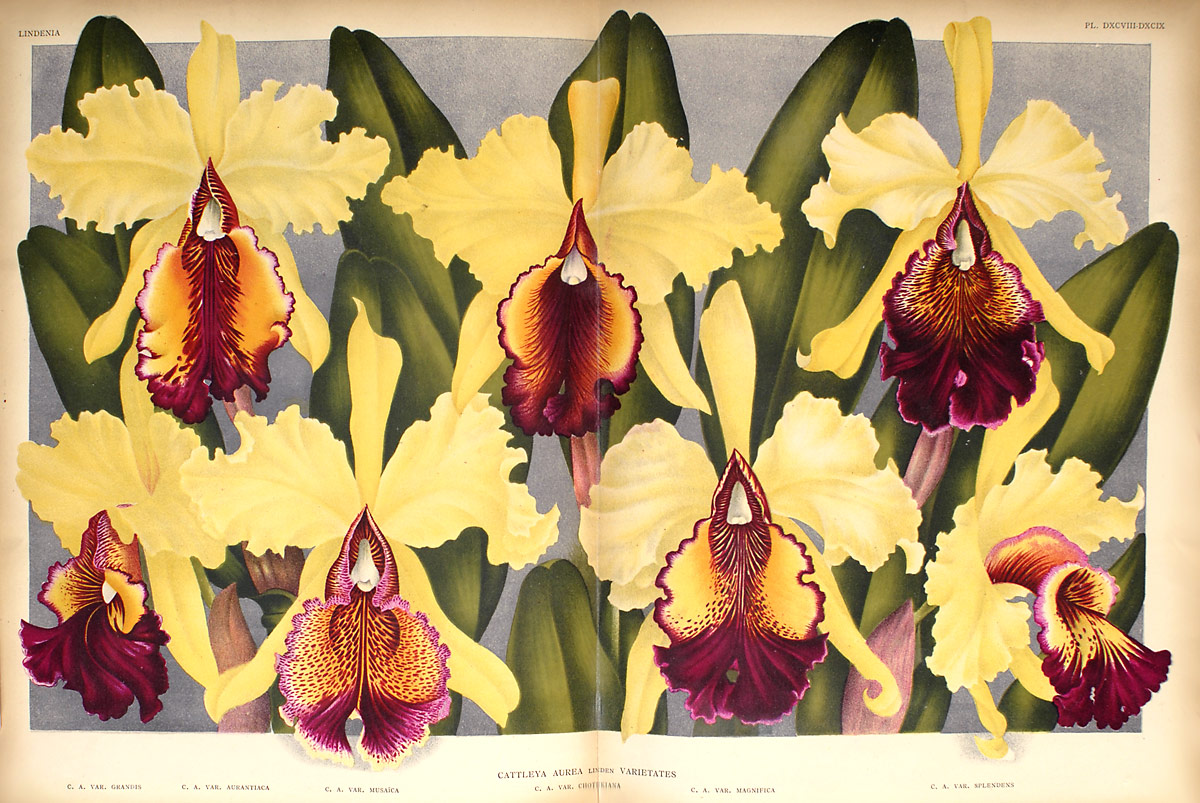
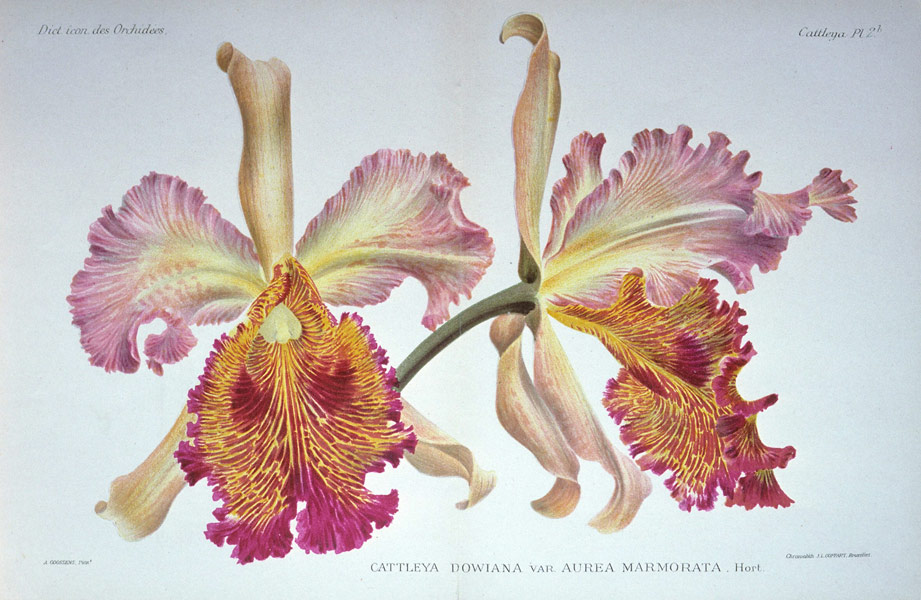
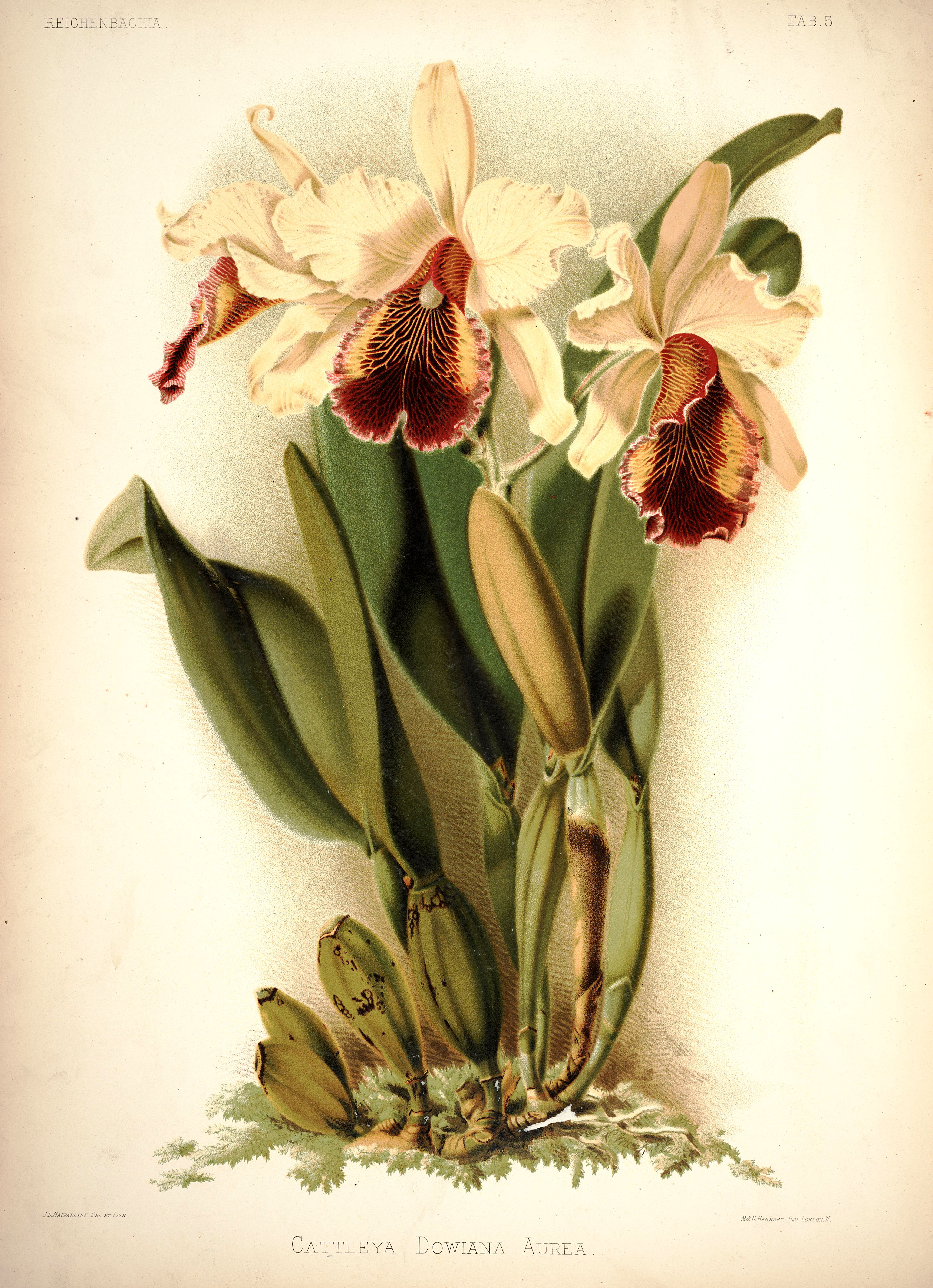
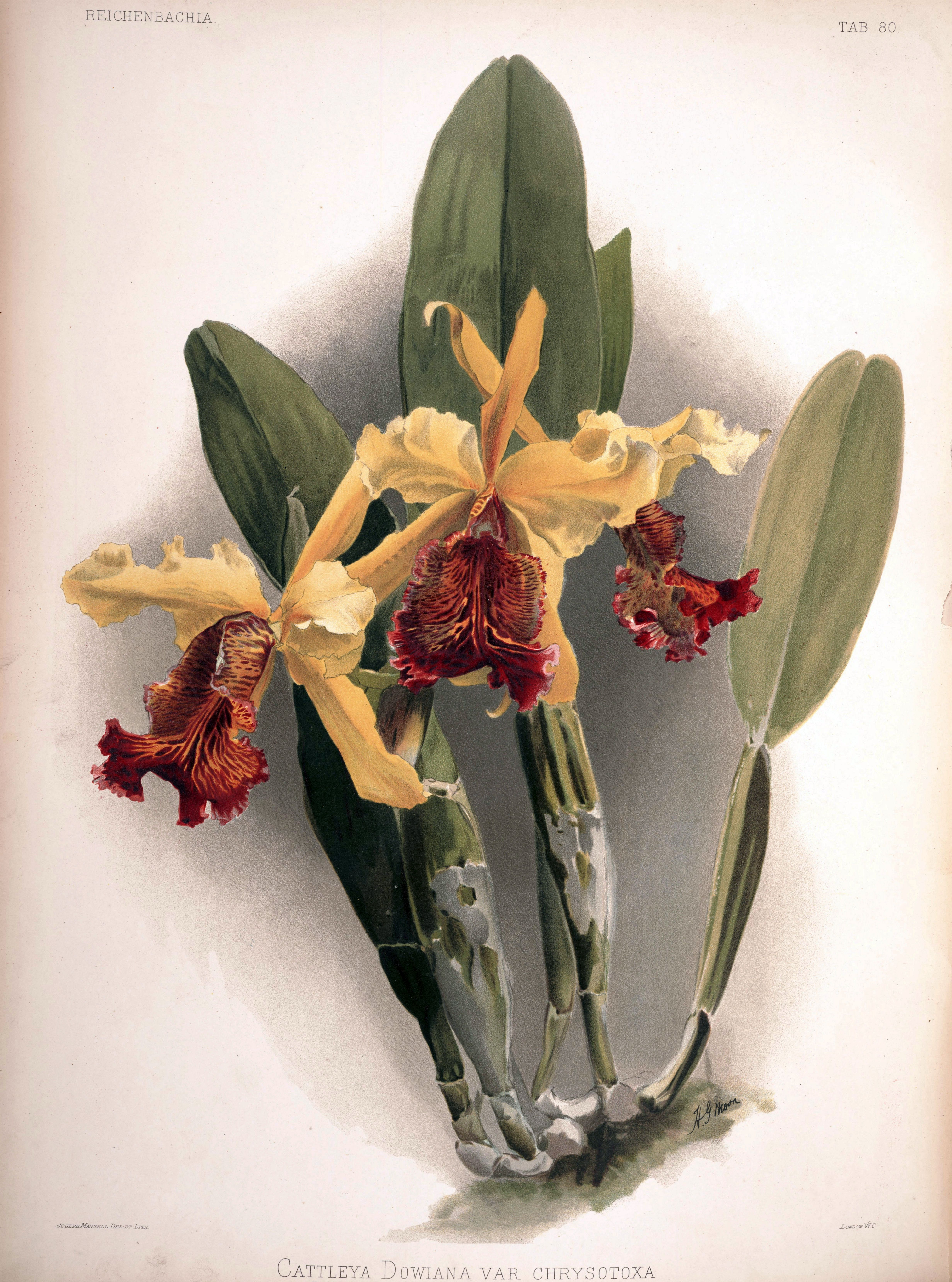
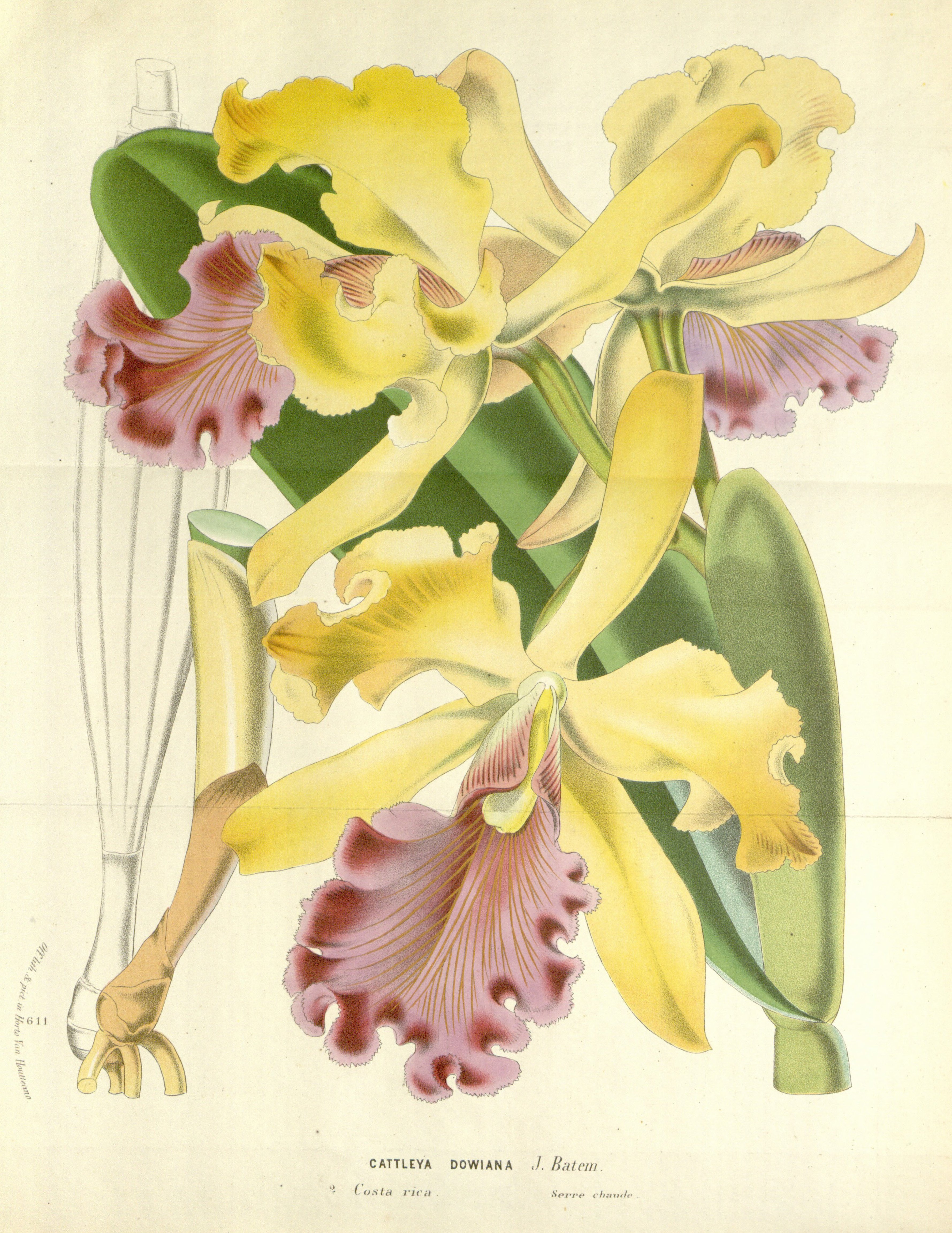
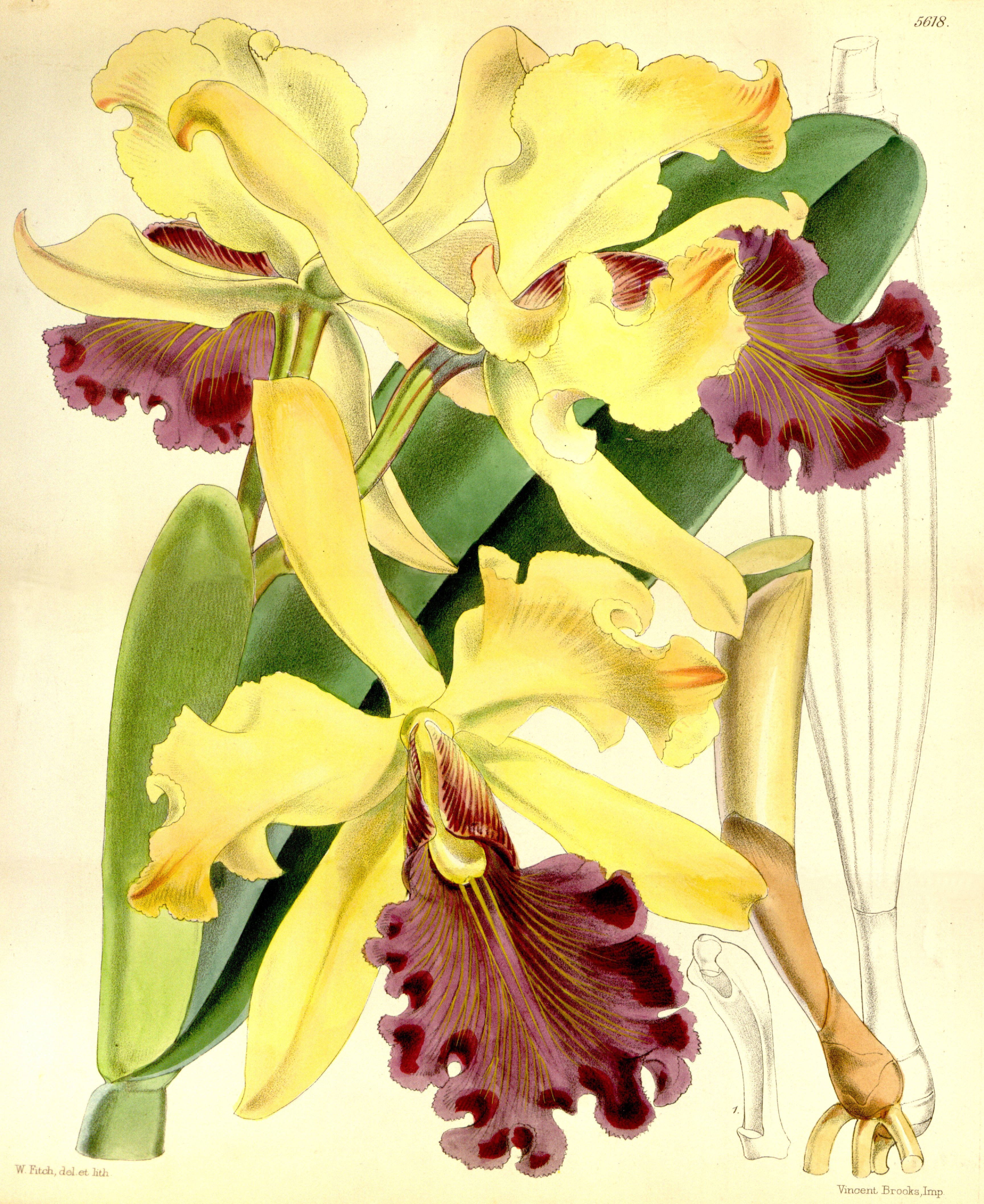